# 正定函數 (實值連續可微函數)
一個實值、連續可微的函數f在原點附近的區域D為正定函數，其條件是
- {\displaystyle f(0)=0}
- {\displaystyle f(x)>0} 對於所有不為零的{\displaystyle x\in D}[1][2]

若上式中的不等式改為小於，則函數f為負定函數。若以上不等式改為 {\displaystyle \geq } 或 {\displaystyle \leq }，則函數f為半正定函數或半負定函數。
在物理學中，有時會省略{\displaystyle f(0)=0}的條件（例如Corney和Olsen）。
f在原點附近的區域D為正定函數，f在此區域原點以外的位置均大於0，只有原點會為0，因此在原點位置有區部最小值，此一特性會用在控制系統的穩定性分析裡。

## 例子
{\displaystyle f(x)=x^{2}}滿足{\displaystyle f(0)=0}，其他位置的{\displaystyle f(x)}均大於0的條件，因此即為正定函數。
{\displaystyle f(x)=|x|}雖然也滿足{\displaystyle f(0)=0}，其他位置的{\displaystyle f(x)}均大於0的條件，但在{\displaystyle x=0}的位置不可微，因此不是正定函數。

## 腳註
1. ↑  Verhulst, Ferdinand.  2nd. Springer. 1996. ISBN 3-540-60934-2.
2. ↑  Hahn, Wolfgang. . Springer. 1967.
3. ↑  Corney, J. F.; Olsen, M. K. . Physical Review A. 19 February 2015, 91 (2): 023824. Bibcode:2015PhRvA..91b3824C. ISSN 1050-2947. S2CID 119293595. arXiv:1412.4868 . doi:10.1103/PhysRevA.91.023824.